# Partia Zwolenników Papierowego Pieniądza

Peter Cooper kandydat partii na prezydenta w 1876

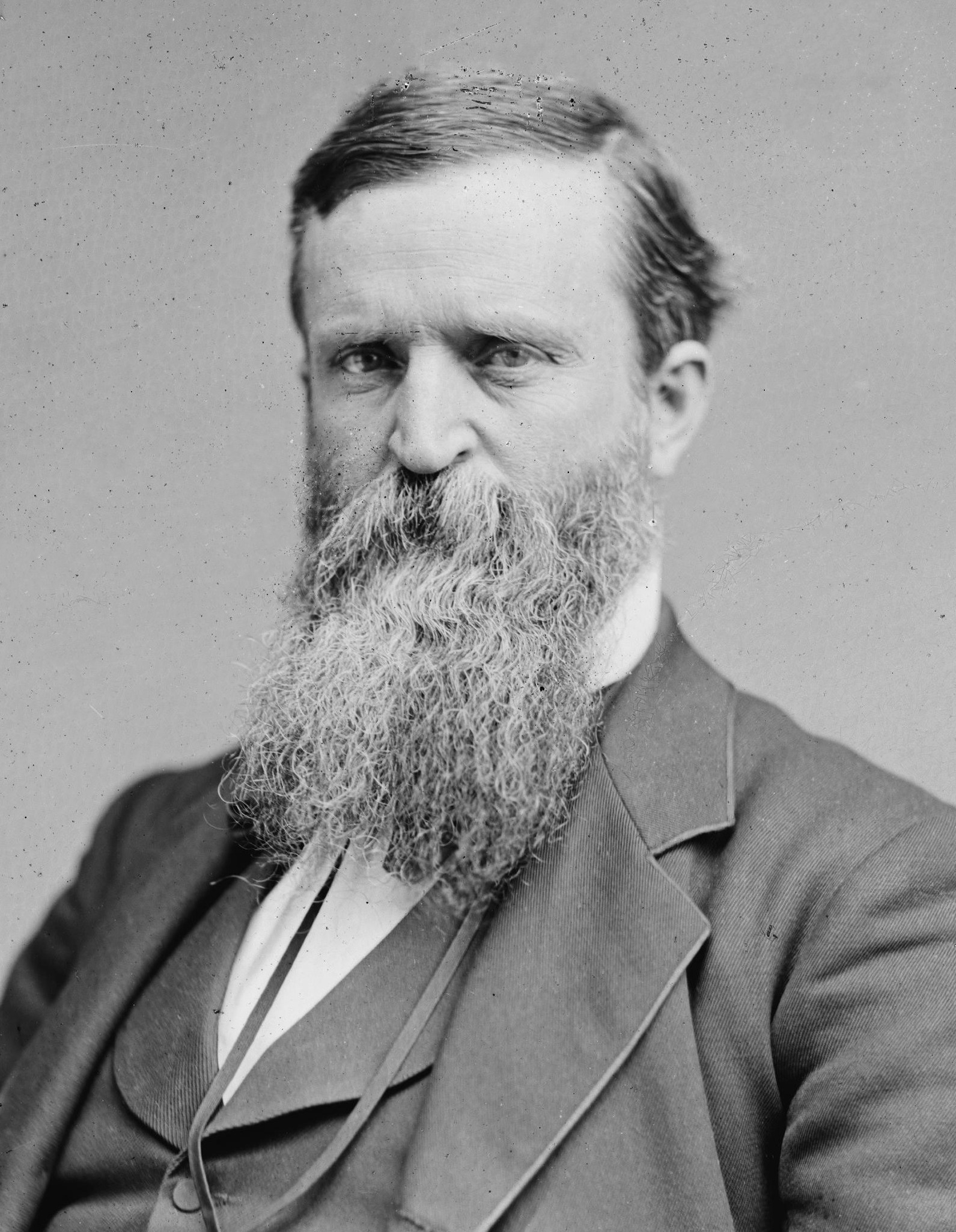
James Weaver kandydat partii na prezydenta w 1880

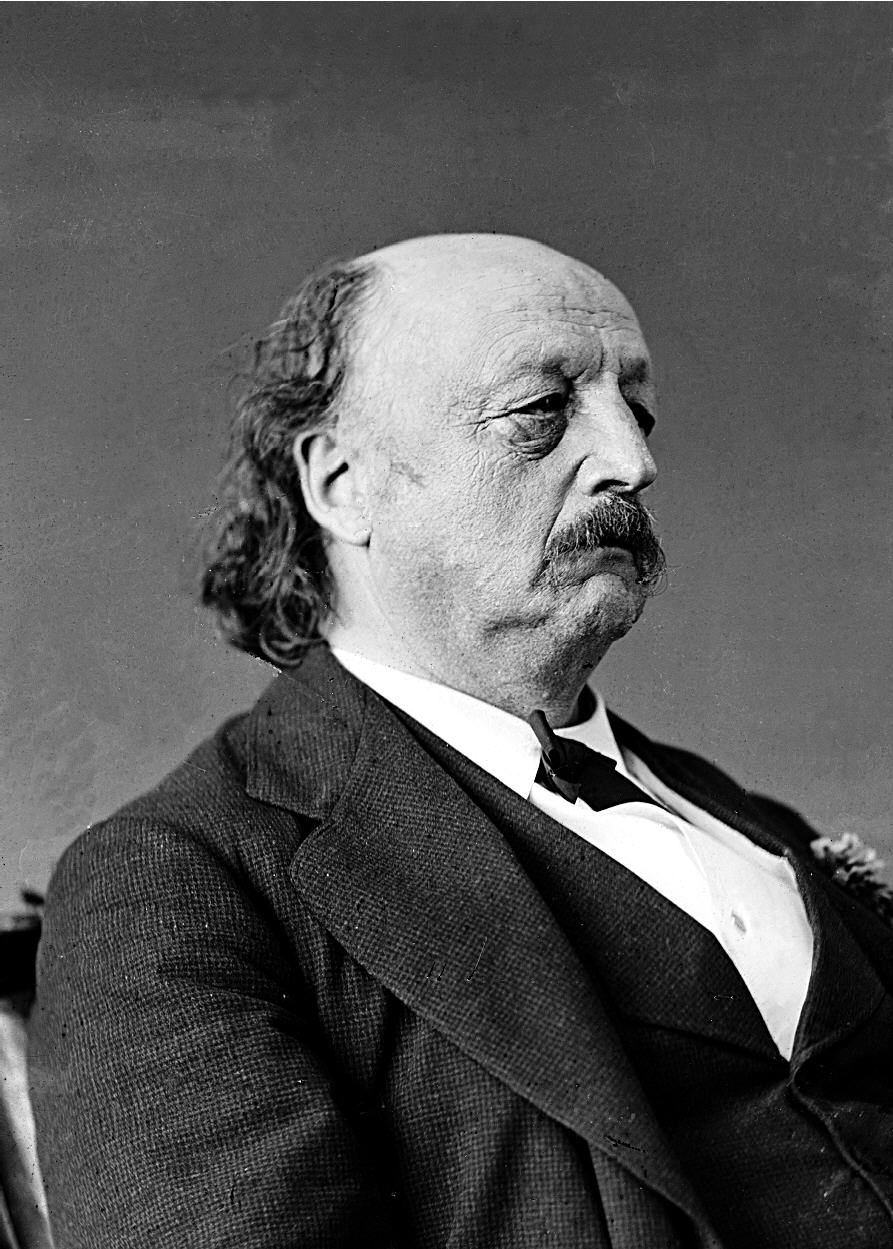
Benjamin Butler kandydat partii na prezydenta w 1884

Partia Zwolenników Papierowego Pieniądza (ang. Greenback Party) – partia polityczna działająca w Stanach Zjednoczonych w drugiej połowie XIX wieku.

## Historia
Ruch społeczny greenback zaczął się formować tuż po zakończeniu wojny secesyjnej. Jeszcze w czasie jej trwania, władze federalne, by pomóc wojskom Unii, wyasygnowały ponad 450 milionów dolarów papierowych pieniędzy, które nie miały pokrycia w złocie. Jednocześnie w tym okresie znacząco rozwinął się transport (budowano linie transkontynentalne, bite drogi i kanały), co wpłynęło na wzrost osadnictwa w niezasiedlonych terenach. Gwałtowny rozwój sprzyjał kapitalizmowi, tworzeniu się monopoli i elit finansowych, przeciwko którym protestowali robotnicy, farmerzy, rzemieślnicy i drobni przedsiębiorcy. Żyjące z reguły w małych społecznościach grupy zawodowe, po zakończeniu wojny secesyjnej utworzyły ruch społeczny greenback, czyli zwolenników papierowych pieniędzy. Wyrazili swój sprzeciw, kiedy to fiskalni konserwatyści żądali od rządu wycofania się z pożyczek i zaniechania emisji banknotów. Ich działalność przybrała na sile podczas kryzysu finansowego w 1873 roku, kiedy to zażądali utrzymania papierowych pieniędzy, kosztem droższych, metalowych, z domieszkami złota. Rok później ruch przybrał formę Partii Zwolenników Papierowego Pieniądza, której głównym obszarem poparcia był Środkowy Zachód.

## Działalność
Partia (zwana też Greenback Labour Party lub National Independent Party) oficjalnie powstała podczas konwencji założycielskiej w Cleveland w 1875 roku. W tym samym roku Kongres przyjął Resumption Act, który zakładał stopniowe wycofywanie papierowych pieniędzy. Greenback Party postulowała powrót do parytetu złota i krytykowała reformę monetarną gabinetu prezydenta Ulyssesa Granta. Wystawiła także kandydaturę Petera Coopera w wyborach prezydenckich w 1876 roku. Uzyskał on około 81 000 głosów powszechnych. Partia nie odniosła sukcesu z powodu braku charyzmatycznego lidera oraz kłopotów organizacyjnych. W 1877 roku do zwolenników Greenback dołączyli pracownicy kolei, którym groziły masowe zwolnienia. Ponadto zawiązali oni sojusz z Labour Reform. Dzięki temu w wyborach do Izby Reprezentantów w 1878 roku partia wprowadziła 15 przedstawicieli. Dwa lata później odbyła się konwencja, na której pojawili się działacze socjalistyczni, którzy postulowali wprowadzenie 8-godzinnego czasu pracy i zakazu przywożenia pracowników kontraktowych z Chin. Nominację prezydencką uzyskał James Weaver, który w wyborach powszechnych otrzymał około 307 tys. głosów. W połowie lat 80. XIX wieku poparcie dla greenbacks znacznie spadło, a sama partia zaczęła się rozpadać. Większość działaczy zaczęła sprzyjać idei nieograniczonego parytetu srebra i zaczęli przechodzić do formującej się Partii Populistycznej.
| Wybory prezydenckie | Kandydat        | Głosy powszechne | Głosy elektorskie |
| ------------------- | --------------- | ---------------- | ----------------- |
| 1876                | Peter Cooper    | 75 973           | 0                 |
| 1880                | James Weaver    | 305 997          | 0                 |
| 1884                | Benjamin Butler | 175 096          | 0                 |

| Wybory do Izby Reprezentantów | Liczba mandatów |
| ----------------------------- | --------------- |
| 1878                          | 13              |
| 1880                          | 10              |
| 1882                          | 2               |
| 1884                          | 1               |
| 1886                          | 1               |